# Ivor Guest (1er vicomte Wimborne)
Ivor Churchill Guest (16 janvier 1873-14 juin 1939) est un homme politique britannique et l'un des derniers Lords Lieutenant de Irlande, occupant ce poste au moment de l'Insurrection de Pâques 1916.

## Contexte et éducation
Il est le fils aîné d'Ivor Guest (1er baron Wimborne), et de Lady Cornelia Henrietta Maria Spencer-Churchill, fille de John Spencer-Churchill (7e duc de Marlborough). Il est le frère aîné de Frederick Guest, Oscar Guest et Henry Guest, et un cousin germain de Winston Churchill. Il fait ses études au Collège d'Eton et au Trinity College, Cambridge .
Il est nommé lieutenant dans le Dorset Yeomanry le 9 mai 1896. Après le déclenchement de la seconde guerre des Boers à la fin de 1899, il se porte volontaire et est nommé lieutenant dans l'Impérial Yeomanry le 24 février 1900, quittant l'Angleterre pour l'Afrique du Sud sur le SS Manchester Merchant début mars. Il reçoit la Médaille de la Reine pour l'Afrique du Sud avec deux fermoirs. Après son retour au Royaume-Uni, il est promu capitaine le 18 janvier 1902.

## Carrière politique, 1900-1915
Il est élu au Parlement pour Plymouth lors d'une élection partielle en février 1900 (un siège où il a été battu en 1898), en tant que conservateur, et conserve son siège aux élections générales de 1900. En 1904, pendant la controverse au sein du Parti conservateur concernant l'adoption du protectionnisme, lui et d'autres membres de sa famille ont suivi Churchill au sein du Parti libéral pour soutenir le libre-échange.
Il siège comme député jusqu'en 1910, quand il est élevé à la Pairie en tant que baron Ashby St Ledgers, d'Ashby St Ledgers dans le comté de Northampton, et est devenu Paymaster General dans le gouvernement de Herbert Henry Asquith . Il sert comme Paymaster General jusqu'en 1912, et plus tard comme Lord-in-waiting de George V.
En 1914, il succède à son père comme baron Wimborne. Au début de la Première Guerre mondiale, il est nommé dans la 10e division (irlandaise) nouvellement formée sous le lieutenant-général Bryan Mahon au camp de Curragh .

## Lord Lieutenant d'Irlande, 1915-1918
En février 1915, il est nommé lord lieutenant d'Irlande succédant à John Hamilton-Gordon. À cette époque, le Lord Lieutenant est en grande partie une position cérémonielle, le vrai pouvoir étant entre les mains du secrétaire en chef et du sous-secrétaire. Déterminé à s'impliquer davantage dans la prise de décision, il est nommé directeur du recrutement en octobre 1915, à la tête du nouveau département du recrutement pour l'Irlande. Il insiste pour être tenu au courant de l'état du pays et demande au sous-secrétaire, Matthew Nathan, de lui envoyer des rapports de police, des détails sur les poursuites et les chiffres du recrutement .
Le week-end précédant l'insurrection de Pâques, après la capture du navire d'armes allemand Aud et l'arrestation de Roger Casement, il exhorte Nathan à ordonner l'arrestation d'un grand nombre de chefs rebelles. Nathan n'était pas disposé à le faire sans l'autorisation du secrétaire en chef, Augustine Birrell, qui était à Londres . Avant la réception de l'autorisation, l'Insurrection commence le 24 avril 1916. Wimborne proclame la Loi martiale à Dublin. Par la suite, l'armée prend le contrôle. Un nouveau commandant en chef, le général John Maxwell, arrive en Irlande le 28 avril et les rebelles se rendent le 29 avril. Wimborne a initialement refusé de donner sa démission après l'insurrection. Il démissionne finalement sous la pression du gouvernement mais est reconduit dans ses fonctions .
La Commission royale sur la rébellion de 1916 (la commission Hardinge) a exonéré Wimborne de tout blâme pour la rébellion, affirmant que sa tâche en tant que Lord Lieutenant est "anormale en période de calme et presque irréalisable en période de crise" . Il continue comme Lord Lieutenant pendant encore deux ans. À sa retraite en 1918, il est créé vicomte Wimborne, de Canford Magna dans le comté de Dorset.

## Mariage et descendance
Le 10 février 1902, il épouse à l'église St Peter, Eaton Square, Londres, l'honorable Alice Grosvenor (1880-1948), fille de Robert Grosvenor (2e baron Ebury). Ils ont un fils, Ivor Guest (2e vicomte Wimborne), et deux filles, Rosemary et Cynthia.
Dans les années 1930, ils vivent des vies séparées, tout en conservant dans des relations les plus amicales. De 1934 jusqu'à sa mort, Alice vit avec le compositeur William Walton . Wimborne est décédé en juin 1939, à l'âge de 66 ans, à Wimborne House à Arlington Street, Londres, la maison dans laquelle il est né. Il est remplacé par son fils unique, Ivor. Lady Wimborne est décédée en avril 1948, à l'âge de 67 ans.